# Synchaeta littoralis
Synchaeta littoralis är en hjuldjursart som beskrevs av Rousselet 1902. Synchaeta littoralis ingår i släktet Synchaeta och familjen Synchaetidae. Inga underarter finns listade i Catalogue of Life.